# كأس الدوري الياباني 1993
كأس الدوري الياباني 1993 (باليابانية: 1993年のJリーグカップ) هو الموسم 2 من كأس الدوري الياباني. أشرف على تنظيمه دوري الدرجة الأولى الياباني، وكان عدد الأندية المشاركة فيه 13، وفاز فيه طوكيو فيردي.